# Viola schariensis
Viola schariensis är en violväxtart som beskrevs av M. Erben. Viola schariensis ingår i släktet violer, och familjen violväxter. Inga underarter finns listade i Catalogue of Life.